# عبد الرحمان بوبكر
عبد الرحمان بوبكر لاعب كرة قدم جزائري ولد في 9 مارس 1932 في مدينة الجزائر وتوفي في 20 يوليو 1999 ب كاني سور مارن (Cagnes-sur-Mer). مركزه كان حارس مرمى في نادي موناكو في الخمسينيات قبل ان ينتقل إلى فريق جبهة التحرير الوطني لكرة القدم سنة 1958.

## المشوار الرياضي
- ؟؟؟؟-1954 :نادي سانت أوجين (AS Saint-Eugène) مدينة الجزائر.
- 1954-1958 : نادي موناكو (69 مباراة في القسم الأول)[2][3]
- 1962-1964 : مولودية الجزائر

إضافة لمشاركته 13 مرة مع منتخب الجزائر لكرة القدم و 91 مرة مع فريق جبهة التحرير الوطني لكرة القدم.

## وصلات خارجية
- صفحة عن عبد الرحمان بوبكر على موقع sebbar.kazeo.com

## كتب
- Marc Barreaud, Dictionnaire des footballeurs étrangers du championnat professionnel français (1932-1997), cf. notice du joueur page 71.